# ضبابية الوعي
ضبابية الوعي (بالإنجليزية: Clouding of consciousness)‏ هو مصطلح يستخدم في الطب للدلالة على وجود خلل معتدل وأقل حدةً من الهذيان في تنظيم المستوى العام للوعي. يعاني المريض في تغيم الوعي من إحساس ذاتي بالتغيم العقلي يوصف على أنه «ضبابي».

## خلفية
أشار مصطلح تغيم الوعي إلى نفس خصائص الآلية المرضية الرئيسية المسببة للهذيان منذ أن اقترحه الطبيب جورج غرينر في عام 1817. استخدم تاريخيًا الدليل التشخيصي والإحصائي للاضطرابات العقلية (DSM) المصطلح في تعريفه للهذيان. ومع ذلك، استبدل كل من الدليل الثالث والرابع مصطلح «تغيم الوعي» بمصطلح «اضطراب الوعي» لجعله أسهل من الناحية العملية (الإجرائية)، لكنه جوهريًا لا يزال نفس الشيء. قد يكون تغيم الوعي على طيف اضطراب الوعي أقل حدةً من الهذيان، كما قد يكون تغيم الوعي مرادفًا للهذيان الحدي.
يختلف الهذيان الحدي عن الهذيان العادي بكونه أقل شدةً بشكل عام؛ فهو يفتقر إلى حدة البدء والمدة، وتكون فيه دورة الاستيقاظ والنوم والتغيرات الحركية مستقرة نسبيًا. تشمل المظاهر السريرية المهمة للهذيان الحدي عدم الانتباه، تشوهات عملية التفكير، تشوهات الفهم، وتشوهات اللغة، ولا تصل المظاهر السريرية فيه إلى الهذيان الكامل. تكون معدلات نجاة مرضى الهذيان الحدي في وحدات العناية المشددة مشابهة لما هي عليه لدى المرضى الذين يسجلون الدرجة صفر على مقياس الهذيان، ولكنهم يحتاجون إلى رعاية أكبر من المرضى الذين يسجلون درجة الصفر (على الرغم من ذلك، تبقى معدلات الرعاية لديهم أقل من أولئك الذين يعانون من الهذيان الكامل). وتكون معدلات الاستقلال الوظيفي لدى مرضى الهذيان الحدي بعد الخروج من المشفى أقل مقارنةً بعامة الأشخاص، ولكنهم مع ذلك أكثر استقلاليةً من مرضى الهذيان الكامل.
لا يوجد في الممارسة السريرية اختبار قياسي خاص وقطعي، ولذلك يعتمد التشخيص على الانطباع الشخصي للطبيب. يوجّه الدليل التشخيصي الرابع DSM-IV-TR الأطباء إلى تسجيل تظاهرات الهذيان الحدي تحت الفئة المتنوعة من «الاضطرابات المعرفية غير المصنفة في مكان آخر».

## علم أمراض النفس
يتمحور النموذج التصويري المجرد لتغيم الوعي حول وجود جزء من الدماغ ينظم «المستوى العام» لمنطقة الوعي في الدماغ، وهو المسؤول عن الوعي بالذات وبالبيئة. تؤدي مسببات مختلفة إلى اضطراب هذا الجزء المنظِّم من الدماغ، والذي بدوره يؤدي إلى اضطراب «المستوى العام» للوعي. يشار إلى التنشيط العام للوعي باسم «التيقظ/ الاستثارة» أو «اليقظة».
لا يكون تغيم الوعي بالضرورة مصحوبًا بالنعاس؛قد يكون المريض مستيقظًا (غير واسن) لكن وعيه وإدراكه للواقع غائم (اضطراب اليقظة). ومن المفارقات أن المصابين يجيبون بأنهم «مستيقظون، لكن بطريقة أخرى، لا». يشير ليبوفسكي إلى أن انخفاض «اليقظة» كما هو مستخدم هنا ليس مرادفًا تمامًا للنعاس؛ فإحداها مرحلة في طريقها إلى الغيبوبة، والأخرى في طريقها إلى النوم، أمران مختلفان تمامًا.
يعاني المصاب من إحساس شخصي بالتغيم العقلي الموصوف في كلمات المريض نفسه على أنه «إحساس ضبابي».يصفه أحد المصابين بالكلمات التالية: «اعتقدت أنّ كل شيء أصبح ضبابيًا، بطريقة ما... كانت الخطوط العريضة غامضة». قد يصف آخرون شعورهم بالانفصال عن كل شيء. يقارن المصابون تجربتهم الكلية مع تجربة الحلم؛ فكما هو الحال في الوعي الحلم، يضطرب الانتباه والتوجه إلى الزمان والمكان والإدراك والوعي. تحدثت باربرا شيلدكروت، طبيبة نفسية معتمدة ومدرسة إكلينيكية في الطب النفسي في كلية الطب بجامعة هارفارد، عن تجربتها الذاتية مع تغيم الوعي أو ما وصفته أيضًا بـ «الضباب العقلي» بعد تناول جرعة واحدة من الكلورفينيرامين المضاد للهيستامين بسبب حساسيتها لقطن الخشب أثناء رحلة برية عبر البلاد. وصفت شيلدكروت إحساسها بالانفصال عن كل شيء وكأنها في «حالة حالمة»، كما شعرت بعدم ثقتها في حكمها، وبأنّ وعيها كان جامدًا، وبعدم إدراكها للوقت. يختلف تغيم الوعي عن تبدد الشخصية على الرغم من تشابه وصف تجربة المصابين بهما بتجربة الحلم. لا تعطينا الاختبارات النفسية القياسية إلا بضعة أدلة قليلة على وجود علاقة بين تغيم الوعي وتبدد الشخصية.
يؤثر تغيم الوعي على الأداء في أي مهمة معرفية تقريبًا. يقول أحد المؤلفين: «يجب أن يكون واضحًا أن الإدراك غير ممكن بدون درجة معقولة من التيقظ.» تتضمن الوظائف المعرفية الإدراك والذاكرة والتعلم والوظائف التنفيذية واللغة والقدرات الاستدلالية والتحكم الطوعي في الحركة والانتباه والسرعة العقلية. يكون مدى الاضطراب والعطل متغيرًا لأن عدم الانتباه قد يضعف العديد من الوظائف المعرفية. قد يشكو المصابون من النسيان أو «التخليط» أو «عدم القدرة على التفكير بشكل مباشر». يختلف الهذيان الحدي عن ضعف الإدراك المعتدل على الرغم من أوجه التشابه بينهما، والفرق الأساسي أنّ الأخير هو عبارة عن اضطراب يشبه الخرف؛ لا يتضمن اضطرابًا في التيقظ (اليقظة).
ينطوي مفهوم «تباطؤ سرعة النشاط الإدراكي» على نفس تعابير «التغيم العقلي» وأعراضه.